# Бошко Абрамович
Бошко Абрамович (серб. Бошко Абрамовић; 14 лютого 1951, Зренянин — 19 грудня 2021) — сербський шахіст і шаховий тренер (Старший тренер ФІДЕ від 2013 року), гросмейстер від 1984 року.

## Шахова кар'єра
Багаторазовий фіналіст індивідуальних і командних чемпіонатів Югославії. На індивідуальних чемпіонатах кілька разів посідав місця в першій десятці (зокрема, 1985 та 1995 — 7-ме місце, 1994 — 8-ме місце). 1981 року виступив у складі національної збірної в Афінах на командному чемпіонаті балканських держав, вигравши золоту медаль. 2006 року поділив 4-5 місце на чемпіонаті Сербії і Чорногорії (в Панчево), поділив також 2-6-те місце на чемпіонаті Сербії (у Врнячці-Бані).
1993 року переміг на зональному турнірі, який відбувся в Кладово і завоював путівку на міжзональний турнір у Білі, в якому поділив 16-20-те місце (серед 73 учасників). Інших успіхів на міжнародній арені досягнув, зокрема, в таких містах, як:
- Пампорово (1982, посів 1-ше місце),
- Рейк'явік (1982, посів 2-ге місце позаду Лева Альбурта),
- Врнячка Баня (1983, поділив 1-місце разом з Ніком де Фірміаном, Славолюбом Мар'яновичем і Сеноном Франко Окампосом),
- Ниш (1983, поділив 1-місце разом з Венціславом Інкьовим),
- Бор (1983, поділив 2-ге місце позаду Славолюба Мар'яновича, разом з Володимиром Тукмаковим),
- Белград (1984, посів 1-ше місце),
- Врнячка Баня (1988, посів 1-ше місце),
- Берлін (1989, посів 1-ше місце),
- Афіни (1989, турнір Акрополіс Інтернешнл, посів 2-ге місце позаду Петира Великова)[4],
- Белград (2002 — двічі 1-ше місце, одноосібно і разом з Мілко Попчевим),
- Опатія (2003, поділив 1-ше місце разом зі Златко Топаловичем і Геннадієм Тимошенком),
- Бієло-Полє (2004, поділив 2-ге місце позаду Драгана Шолака, разом з Драгишою Благоєвичем),
- Белград (2005 — двічі поділив 1-ше місце, разом з Ігорем Міладиновичем, а також Деяном Несторовичем),
- Вршац (2006, відкритий турнір Меморіалу Борислава Костіча, поділив 1-місце разом із зокрема, Гораном Чабрило, Деяном Античем і Слободаном Мартиновичем),
- Стара Пазова (2007, поділив 2-ге місце позаду Алесандара Ковачевича, разом з Аліном Береску),
- Белград (2008, поділив 2-ге місце позаду Мілоша Павловича, разом із зокрема, Душаном Райковичем та Іриною Челушкіною),
- Велико Градіште (2008, посів 1-ше місце),
- Парачин (2009, поділив 1-місце разом з Євгенієм Яневим і Звонко Станойоським),
- Белград (2009, поділив 2-ге місце позаду Марціном Дзюбою, разом із зокрема, Мірчою Пирліграсом).

Найвищий рейтинг Ело в кар'єрі мав станом на 1 січня 2002 року, досягнувши 2524 балів займав тоді 7-ме місце серед шахістів..